# 湖畔黑匣子
《湖畔黑匣子》（英語：Eclipse），是一部中國懸疑電影短片，以虛實交錯的形式，透過护林员在日常巡逻和监控任务中的经历，讲述了一系列异常事件的故事。該片為导演游智傑在中国大陸首次执导之作品。监制为陈哲艺，主演包括费启鸣和藏族演员金巴。影片主要由并驰（上海）影业有限公司制作和发行。

## 劇情大綱
禁止带入火种上山，禁止在山上烹饪食物，禁止队员交接时互相交谈，发现异常状况请拍照确认。看似寻常的任务，却因交接队员的失踪而变得复杂。无人的营地，散落的物资，一切的真相都藏在监控录像的黑匣子中。随着影像的复现，他发现触犯了规则的自己已经无路可逃。

## 演員列表

### 主要演員[2]
- 金巴 飾演 白玛沉立
- 费启鸣 飾演 张以天

## 製作

### 拍攝
本片於2023年7月17日開機拍攝，僅经历了6天的拍摄周期与5天的后期制作便進行展映。

### 拍攝地點
主要拍攝地點為中國青海，埸景位在青海省西寧市鷂子溝國家森林公園到大通回族土族自治縣一帶。

## 放映與發行
電影展映時以《越界》作為片名，是由七个独立的短篇故事组成的电影作品，並於2023年7月28日在中國西宁FIRST青年電影展奥斯卡国际影城世界首映，本片為其中一部短片故事，从一辆车、两个人，一片森林談起。
入選2024年法國克萊蒙費宏國際短片影展市場展，預計於2024年2月5日至2月8日法國舉行市場放映。

## 相關連結
- DEITY THEOS无线麦克风与青年电影人，实现一场音游「越界」之旅《湖畔黑匣子》相關資訊 （页面存档备份，存于）
- 映画台湾：7月西宁，台湾电影新血奔涌，有關《湖畔黑匣子》相關資訊 （页面存档备份，存于）
- 和青年电影人一起，完成一次「越界」之旅《湖畔黑匣子》DJI大疆采访 （页面存档备份，存于）
- 费启鸣在微博上提到《湖畔黑匣子》相關資訊 （页面存档备份，存于）
- FIRST青年电影展《湖畔黑匣子》相關資訊 （页面存档备份，存于）

## 外部連結
- 互联网电影数据库（IMDb）上《湖畔黑匣子》的资料（英文）
- 豆瓣电影上《湖畔黑匣子》的資料 （简体中文）